# Lasse Sigfridsson
Olof Lars-Åke Sigfridsson, känd som Lasse Sigfridsson, född 23 maj 1953 i Köpinge församling, Kristianstad län är en svensk basist och sångare, som 1967–2012 spelade i dansbandet Lasse Stefanz.
Lasse Sigfridsson är tvilling med Hans Sigfridsson. Han bildade Lasse Stefanz 1967 och spelade där till 2012. Han drog då igång en solokarriär och spelar dessutom ofta tillsammans med sin son, barnbarn och svärdotter. Han har spelat in skivor i Nashville. Han har under åren skrivit många låtar som han förlägger på sitt eget förlag All Time Music. Flera av hans melodier har spelats in av Lasse Stefanz. En av de mest önskade heter "Du har Solen i ditt hjärta". Han har även skrivit en bok som heter Mina spelmansminnen med Lasse Stefanz.

## Diskografi
- Min egen väg - 2012[3]
- En gång till - 2013

### Fotnoter
1. 1 2  Sveriges befolkning
1990:
Sigfridsson, Olof Lars-Åke
2. ↑  ”Bröder lämnar Lasse Stefanz”. SVT. https://www.svt.se/nyheter/lokalt/skane/broder-lamnar-lasse-stefanz?. Läst 9 juni 2013.
3. ↑  ”Min egen väg”. Hitparad. 26 februari 2012. http://hitparad.se/showitem.asp?interpret=Lasse+Sigfridsson&titel=Min+egen+v%E4g&cat=a. Läst 27 oktober 2012.